# Duende Verde
O Duende Verde é o alter-ego de Norman Osborn, um supervilão fictício que aparece nas histórias em quadrinhos norte-americanas publicadas pela Marvel Comics. O personagem foi criado pelo escritor Stan Lee e pelo artista Steve Ditko, aparecendo pela primeira vez na revista The Amazing Spider-Man #14 (julho de 1964). O chefe industrial e amoral da Oscorp tomou uma fórmula que aprimorou as suas capacidades físicas e seu intelecto, mas também o levou à loucura. Ele adotou uma aparência temática do Halloween, vestindo-se com um traje de duende, montando em um planador com forma de morcego e usando um arsenal de armas de alta tecnologia, como granadas em formato de abóbora. O Duende Verde é o arqui-inimigo do Homem-Aranha por ter sido responsável por inúmeras tragédias à vida do herói (como a morte de Gwen Stacy e a Saga do Clone). Também é o pai de Harry Osborn, o melhor amigo de Peter Parker. No entanto, o Duende também já entrou em conflito com outros super-heróis do Universo Marvel e foi o foco de toda a série Reinado Sombrio, com um enredo da interação inicial do Patriota de Ferro.
Mais pessoas se passaram pelo Duende Verde (em especial, seu filho Harry) após Norman ter sido dado como morto. A maioria das pessoas que usou esse nome entrou em contato com um soro mutagênico em algum momento. O soro concede força, agilidade e resistência suficientes para resistir a disparos de armas de médio calibre, mas acaba perturbando a mente do infectado em maior ou menor grau.

## Criação
Segundo Steve Ditko, Stan Lee havia imaginado o Duende Verde como um demônio mitológico acordado por uma equipe de filmagem, mas o desenhista decidir torná-lo um vilão humano. O Duende surgiu na edição número 14 de The Amazing Spider-Man, em 1964, e reapareceu algumas vezes antes de sua identidade ser revelada na edição #39 de 1966 (a primeira desenhada por John Romita), apenas duas edições depois de Norman Osborn surgir como pai do melhor amigo de Peter Parker, Harry Osborn.
Em 1973, o Duende matou a namorada do Homem-Aranha, Gwen Stacy, enquanto morria em combate com o herói, porém o roteirista Gerry Conway já planejava ter o codinome assumido pelo filho de Norman. A transformação de Harry Osborn em Duende Verde foi bem-recebida com fãs observando que Harry era mais ameaçador do que seu pai jamais fora. Norman seria ressuscitado apenas durante a Saga do Clone, entre 1994 e 1996, quando, para consertar a ira dos fãs com a substituição de Peter Parker pelo clone Ben Reilly, os roteiristas da Marvel decidiram que era tudo uma manipulação de um dos antigos inimigos do Aranha para destruir sua vida. Primeiro cogitaram Mephisto, mas optaram por um vilão menos poderoso. Os planos iniciais eram de revelar o vilão ciborgue, Gaunt, como Harry Osborn, que também era dado como morto à época. Eventualmente, as ideias foram vetadas pelo editor Bob Harras, que optou por reviver Norman Osborn.

## Biografia ficcional do personagem

### Passado
Filho do rico empresário Amberson Osborn, Norman foi vítima de abuso quando o pai perdeu seu dinheiro e se tornou alcóolatra e violento, o que iniciou suas tendências homicidas e o desejo de ser um chefe de família melhor. Norman estudou química, administração e engenharia elétrica na faculdade, onde conheceu sua futura esposa, Emily, mãe de seu filho Harold "Harry" Osborn. Após se formar, Norman se uniu a seu professor Mendel Stromm para fundar a empresa química Oscorp, que logo o tornaria milionário. Porém, com a morte de Emily quando Harry tinha apenas um ano, Norman ficou abalado a ponto de focar mais e mais no trabalho, negligenciando a criação do filho.
Eventualmente, Norman decidiu ter total controle da Oscorp quando Mendel foi preso por práticas ilegais. Enquanto lia algumas anotações de Mendel, ele encontrou uma fórmula secreta que o faria superpoderoso. No entanto, seu filho Harry, cansado de ser ignorado e rejeitado por seu pai, trocou os compostos da fórmula, o que a tornou verde e acabou explodindo no rosto de Norman.
Mais tarde no hospital, Norman se encontrou pensando mais claramente que antes, sem saber que isso o tornaria insano. Objetivando mais poder, ele planejou se tornar o maior chefão do crime de Nova Iorque, unindo todos os grupos criminosos para que, assim, ele pudesse ter total controle sobre a criminalidade de Nova Iorque. Para provar seu poder e estabilizar sua reputação, ele escolheu o Homem-Aranha como vítima e mandou dois criminosos atrás dele. Ambos foram derrotados pelo super-herói, então Norman decide fazer algo com suas próprias mãos. Lembrando-se de um gigante e monstruoso duende verde que aparecia em seus pesadelos quando criança, ele criou para si um visual baseado nesse monstro e, assim, nasceu o Duende Verde.

### A ascensão do Duende Verde
Norman, primeiro, enfrentou o Homem-Aranha com a ajuda dos Executores. Após a batalha, o Duende conseguiu escapar. Meses depois, os dois voltaram a se enfrentar, mas, quando Peter descobriu que sua tia, May Parker, foi parar no hospital, ele deixa a luta, o que faz com que a população de Nova Iorque o veja como covarde.
Com o tempo, Norman tornou-se obsessivo com o Homem-Aranha e finalmente começou a fazer de tudo para acabar com o seu oponente. Norman utilizou uma falsa gangue que atacou o Homem-Aranha com um gás que anulou o sentido-aranha, o que permitiu que Norman o seguisse sem ser detectado. Ele capturou o Homem-Aranha, descobriu sua identidade secreta e o levou até o seu esconderijo secreto, onde ele se revelou como Norman Osborn, o pai de Harry Osborn, o melhor amigo de Peter. Depois de revelar como ele se tornou o Duende Verde, Norman deixou Peter ir para provar sua superioridade. Peter o derrotou quando o jogou contra fios de alta voltagem. Norman perdeu parte de sua memória, e o Homem-Aranha queimou o traje do Duende Verde, esperando nunca mais vê-lo.

### A Morte de Gwen Stacy e do Duende Verde
Eventualmente, Norman recuperou a memória e, com isso o Duende Verde o dominou novamente. O Duende Verde foi derrotado pelo Homem-Aranha mais uma vez, e Norman voltou ao normal ao saber que seu filho, Harry, estava no hospital devido a uma overdose.
No entanto, o Duende sequestrou Gwen Stacy (namorada de Peter) e a levou para a Ponte George Washington. Lá, ele e Peter se enfrentaram, e Norman jogou Gwen da ponte. O Homem-Aranha usou sua teia para tentar salvá-la, mas acabou causando a morte de Gwen por ter usado muita força em sua teia, o que quebrou o pescoço da jovem. Magoado e furioso, Parker perseguiu Osborn e quase o matou, mas decidiu não fazê-lo. Norman viu a oportunidade perfeita para matar o Homem-Aranha ao usar um controle remoto para direcionar seu planador contra Peter. No entanto, Peter escapou e o planador atingiu Norman, matando-o.
No período de sua morte, surgiram vários Duendes Verdes (inclusive seu filho, Harry) e outras versões, como o Duende Macabro e o Duende Demoníaco (na saga Inferno).

### Norman retorna
Apesar da aparente morte, a fórmula do Duende dera a Norman poderes regenerativos que o permitiram reviver no necrotério, com Norman fugindo após matar um mendigo e substituir seu lugar com o cadáver dele. Então, partiu para a Europa e construiu um império secreto do crime.
Quando Norman Osborn revelou-se ainda vivo, começou a planejar vingança contra o Homem-Aranha. Perseguiu tanto ele como seus familiares, chegando a comprar o Clarim Diário para demitir Peter Parker e expandir a campanha difamatória que seu antigo editor, J. Jonah Jameson, fazia contra o herói. Em seguida, com Parker fragilizado, procurou torná-lo o próximo Duende Verde, envenenando-o com um poderoso alucinógeno. Norman forçou Peter, na forma de Duende, a atacar pessoas que amava. Ele quase matou Parker através de torturas físicas e psicológicas. O herói resistiu à lavagem cerebral, entretanto sem poder denunciar Norman às autoridades, já que ele conhecia sua verdadeira identidade. Este e quase todos os outros eventos que ocorreram antes da Invasão Skrull se passaram antes do pacto de Peter Parker e Mary Jane Watson com Mephisto.
Durante um ritual que envolvia cinco objetos místicos, Norman Osborn tornou-se ainda mais insano (embora essa loucura não se manifestasse imediatamente). O mesmo ritual provocou o surgimento de uma nova Mulher-Aranha e o rejuvenescimento da personagem Madame Teia.
Numa edição da revista The Pulse, a identidade do Duende Verde foi revelada ao público. Depois disso, Norman foi preso pela primeira vez desde que foi criada a identidade do vilão, mas permaneceu pouco tempo na prisão e, mesmo durante sua reclusão, agiu contra o Homem-Aranha. Entre outras jogadas, planejou o sequestro de May Parker.
Norman Osborn foi o líder de uma versão dos Thunderbolts, um grupo formado, na ocasião, por super vilões protegidos pela Lei de Registro de Super-humanos e com licença do governo americano para capturar vivo ou morto qualquer super-humano dos Estados Unidos que não fosse registrado. Por causa do pacto que envolveu o Homem-Aranha, Mary Jane e Mephisto, Norman não se lembrava da identidade secreta do seu arqui-inimigo.

### Reinado Sombrio
Devido à derrota e expulsão dos skrulls, o Duende Verde original passou a dar as cartas. Na saga Reinado Sombrio, após um ato do governo dos Estados Unidos que encerrou a S.H.I.E.L.D. e destituiu o Homem de Ferro do comando dos super-humanos registrados no país, o comando dos Thunderbolts passou para Norman Osborn. Tudo isso ocorreu graças a uma armação arquitetada pelo próprio Osborn, que o fez ser aclamado como o grande herói americano na guerra contra os skrulls. Além disso, Tony Stark foi responsabilizado pela invasão alienígena sob o pretexto de que ele e a S.H.I.E.L.D. sabiam desses eventos, mas não os impediram. Norman, à frente da MARTELO (uma agência de segurança nacional que substituiu a S.H.I.E.L.D.), assumiu a identidade pseudo-heroica de Patriota de Ferro e liderou os Vingadores Sombrios, que eram os seus Thunderbolts passando-se por quase todos os Vingadores que não revelaram suas reais identidades conforme a nova legislação. Os Vingadores Sombrios possuíam como aliados dois traidores da Iniciativa dos 50 Estados: o Sentinela e Ares. Sob seu comando, o Homem de Ferro e sua operativa e braço direito na S.H.I.E.L.D., Maria Hill, foram perseguidos. Pepper Potts foi presa. O Espadachim foi morto; Soprano, banida dos Thunderbolts, quase teve o mesmo destino que seu colega, que a salvara da morte certa nas mãos de Venom e do Mercenário. Ademais, Osborn fez um pacto secreto com Loki, Doutor Destino, Emma Frost, Namor e Capuz: era a fundação da Cabala, entidade aos moldes dos Illuminati. Sem saber de todos esses detalhes sórdidos, a opinião pública se viu tentada a acreditar que os Vingadores Sombrios seriam os verdadeiros heróis. Depois de usar e abusar do poder de chefiar os super-seres registrados que aceitaram seu comando, Osborn ordenou uma invasão a Asgard. Aliado a Loki e ao Capuz, ele foi responsável pelos eventos que culminaram na saga Siege (O Cerco a Asgard) e todos os seus desdobramentos. Seu fim foi a prisão: seus captores foram Steve Rogers, o Capitão América original, e Volstagg (a quem Norman pretendia culpar pela destruição do estádio Soldier Field, em Chicago, como justificativa para o ataque a Asgard), que exigiram que Norman pagasse por todos os seus crimes.

### Era Heroica
Preso na Balsa, Osborn não oferecia maiores ameaças. Todavia, foi transferido a um presídio submarino próximo à América do Sul, onde encontrou dezenas dos criminosos mais abomináveis do mundo que, tidos como irrecuperáveis, eram ali mantidos até o fim de suas vidas. Dentre tais detentos, Norman forjou aliança com os mais poderosos: Ai Apaec (um ser monstruoso, com corpo metade humanoide, metade aracnídeo), a Dra. June Convington (uma cientista psicótica com poderes químicos), o Eminência Parda (um manipulador de mentes), Rives Circense (um ser etéreo) e Xirdal (um monstro alienígena com corpo humanoide), além de Coulmier, um falso padre (que, a mando de políticos corruptos e representando uma seita que cultuava o Duende Verde, ajudou-os na fuga). Osborn arquitetou uma rebelião, aproveitando-se da invasão e captura de uma repórter do jornal Linha de Frente: enquanto o caos se instaurou na prisão, ele e seus aliados, junto com a refém, fugiram em mini-submarinos. Todos os demais presos foram executados, pois um submarino lançou um torpedo que destruiu o presídio submerso. Depois, parte desse bando voltaria a se encontrar, sob o comando de Osborn e formando os novos Vingadores Sombrios.

### A Cabala
Durante os eventos do Reinado Sombrio, Osborn fomentou a Cabala, uma aliança com outros personagens para, secretamente, manipular o mundo, aliança esta similar ao grupo Illuminati. Seus aliados foram Loki (que, na ocasião, estava encarnado no corpo da Lady Sif), Doutor Destino, Capuz, Emma Frost e Namor. Cada um defendia seus interesses e, embora não admitissem, queriam estar bem perto de Osborn para saber seus planos; caso tais planos fossem contrários aos objetivos dos demais, poderiam ser combatidos o quanto antes. Victor von Doom queria estender seus domínios para além da Latvéria; Emma e Namor queriam garantias de que os mutantes e os atlantes não seriam ameaçados pelas maquinações de Osborn; Parker Robbins queria ser o rei do submundo, com a polícia devidamente controlada por Osborn; e Loki garantiria que Asgard não interviria nos assuntos da Terra, desde que o seu povo tivesse vantagens que Osborn e o Doutor Destino deveriam conceder. Pactos obscuros foram selados e, como consequência, Frost e Namor, junto com mutantes de caráter questionável, formaram os X-Men Sombrios (a intenção de Emma, no entanto, era resgatar Hank McCoy e Charles Xavier, capturados pela MARTELO e torturados pelo Fera Negro, que, entre outras coisas, drenava seus poderes para aumentar o poder de Michael Pointer); com Destino, os Vingadores Sombrios derrotaram Morgana le Fay (porém, isso despertou o Vácuo que, silenciosamente, foi dominando a consciência já enfraquecida de Robert Reynolds); manipulando Balder, empossado rei de Asgard no lugar de Thor (banido após matar seu avô, Bor, revivido pela magia de Loki), o deus nórdico da trapaça conseguiu transferir a morada dos asgardianos para a Latvéria (o que Victor von Doom quis em troca, entretanto, foi a captura, execução e dissecação de asgardianos para sintetizar a fórmula da imortalidade, tão cobiçada pelo vilão). Por fim, o Capuz teve o poder que queria sobre os bandidos de Nova Iorque; mas, em confronto com Hellstorm, o Doutor Vodu e os Vingadores de Bucky, Robbins perdeu seus poderes místicos (que estavam associados a Dormammu). Loki, secretamente, devolveu-lhe os poderes, ampliando-os com a magia das Pedras das Nornes; ao voltar ao controle da sua gangue, o Capuz descobriu que Osborn fez um trato com Jonas Harrow, inventor criminoso que criou uma máquina que drenava poderes de super-humanos e, para se vingar, Robbins matou Harrow com um tiro na cabeça, à frente de todos os seus capangas. Outros incidentes fizeram a Cabala ruir: a morte de quase todos os atlantes pelas mãos do Vácuo; a invasão da Latvéria por Thor e da tropa comandada por Balder para vingar a morte de Kelda e outros asgardianos; a saída de Emma, Namor, Manto e Adaga dos X-Men Sombrios; o confronto do Doutor Destino contra Norman Osborn.

## Poderes e habilidades
Norman Osborn era um talentoso engenheiro bélico. Virou o Duende Verde por uma solução química, que ele tinha planejado com base em uma fórmula originalmente concebida pelo professor Mendel Stromm. O processo deu a Osborn agilidade, força, velocidade, durabilidade, resistência, reflexos e destreza em níveis sobre-humanos, assim como um "fator de cura" que lhe permitia curar até danos corporais letais, como ser apunhalado no peito por lâminas de grande porte. Além dessas vantagens físicas, o soro também reforçou o intelecto de Norman, fazendo dele um gênio de boa-fé capaz de fazer descobertas em áreas avançadas da genética, robótica, engenharia, física e química aplicada. A fórmula Goblin, porém, é responsável por ter conduzido Osborn à insanidade — defeitos de sua personalidade foram fortemente aumentados pelo soro, resultando em perigosas mudanças de humor e alucinações.

### Armas como o Duende Verde
O Duende Verde está armado com uma variedade de dispositivos bizarros. Ele viaja em seu planador, que é rápido, manobrável e incrivelmente equipado com vários armamentos. Outras armas incluem bombas de abóbora, de fumaça e granadas de gás e luvas de tecido com micro-circuito e filamentos canalizados pelos seus dedos, que emitem descargas pulsadas de energia elétrica a cerca de 1.000 volts. Ele veste um traje verde sob uma malha com uma túnica roxa. Sua máscara tem um filtro de gás para mantê-lo seguro de seu próprio gás.

### O roubo das armaduras
Durante os eventos do Reinado Sombrio, Osborn, que se tornou o novo diretor da S.H.I.E.L.D., invadiu a Torre dos Vingadores e confiscou as armaduras do Homem de Ferro. Com isso, ele construiu uma nova armadura, o Patriota de Ferro (um amálgama de Capitão América e Homem de Ferro), para consolidar sua posição como um herói. A armadura dava força sobre-humana e possuía um cristalino material flexível, cuja estrutura molecular colimava em aviões sobre a aplicação de um campo elétrico, explosões magnéticas, mísseis guiados por calor, lasers miniaturizados, lança-chamas e um sistema de comunicações instalado em seu capacete, que lhe permitia fazer a interface com qualquer satélite ou rede de computadores nos EUA. No cinema, o Patriota de Ferro é criado pela IMA como um cavalo-de-troia em relação ao governo americano.

### Insanidade
A insanidade é a maior fraqueza de Norman. Essa insanidade é um efeito colateral da fórmula Goblin, que deu origem às suas habilidades. A sua mente instável faz com que ele seja impulsivo, não pensando antes de se meter numa situação perigosa, o que faz com que ele caia em armadilhas. Norman também pensa que é invencível, dizendo que "nem a morte poderia derrotá-lo", o que faz com que ele se meta em batalhas que facilmente resultam em sua derrota, Além disso, tem personalidade dupla enquanto ainda está na forma humana.

## Outras versões

### Universo Ultimate
Na versão Ultimate, Norman é um empresário corrupto e um cientista que está trabalhando num novo soro do supersoldado. A aranha que transforma Peter no Homem-Aranha veio da Oscorp. Quando Norman percebe que Peter é o Homem-Aranha por causa da tal, então ele teoriza que o componente que irradiou a aranha combinado com o seu DNA, pode fazer uma versão aperfeiçoada dele mesmo.
A fórmula transforma Norman literalmente num Duende Verde monstruoso e gigantesco. Ela lhe dá as mesmas habilidades que ele possui na versão original e também o leva à insanidade.

### Outros Duendes
- Antes de Norman se tornar o primeiro Duende Verde, ele fez o experimento da versão incompleta do soro em um empregado da Oscorp, Nels Van Adder. Van Adder começou a ficar com a pele vermelha até ficar com uma aparência demoníaca, passando a ser chamado de Proto-Duende. A sua aparência acabou dirigindo-o à insanidade, fazendo-o se tornar um homicida. Ele é mais tarde preso.
- Um estilista chamado Roderick Kingsley descobriu um dos laboratórios de Norman e passou a usar uma versão modificada dos equipamentos do Duende Verde. Usava o nome de Hobgoblin (Duende Macabro).
- Antes de tentar manipular a mente de Peter, Norman criou um ser humano geneticamente modificado para ocupar a função de Duende.

### Outros Duende Verdes
- Harry assistiu a luta mortal de seu pai como Duende Verde contra o Homem-Aranha e jurou vingança contra o herói aracnídeo depois que seu pai apareceu morto. Mais de um ano depois ele descobriu um laboratório secreto onde se encontravam anotações sobre a vida de vilão do pai (e que incluíam a identidade do Homem-Aranha).Ele acabou entrando em contato com a mesma substância e, ainda em choque com as revelações, se tornou o segundo Duende Verde. Mais tarde, uma história mostrou que Harry não descobriu o laboratório por acidente, mas sim foi induzido a isso através de uma máquina de transmissão psíquica, projetada por seu pai para garantir o legado do Duende Verde. A mesma história mostrava o filho de Harry sendo atraído pela máquina, mas ele é salvo por sua mãe (Gwen Stacy) com a ajuda do Homem-Aranha.
- Barton Hamilton também conhecido como Bart Hamilton. Era o psiquiatra de Harry Osborn, o segundo Duende Verde. Após a morte de Harry em um evenenamento, Bart Hamilton, usou as roupas de Duende Verde para poder se tornar o próximo. Bart Hamilton, andou aterrorizando e assaltando bancos de Nova Iorque. O Homem-Aranha lutou com ele em uma das aventuras do Amazing Spider Man, ele apareceu pela primeira vez na década de 1980. Durante seus dias de Duende, Bart também descobriu a fórmula que deixava as pessoas cruéis e musculosas, usando-a como Norman e Harry, ele voltou a atacar mais violentamente. Até que Bart Hamilton foi morto, por uma espécie de assassinato.
- Depois da morte de Bart outra pessoa assumiu a identidade de Duende Verde. Foi o sobrinho do jornalista Ben Urich, Phillip Urich, que foi atingido pela fórmula enquanto seu tio investigava a história dos Osborns. Diferente dos outros Duendes, Phil se tornou um herói e mesmo pensou em integrar a equipe dos Novos Guerreiros. Durante a Saga Massacre seu equipamento foi destruído e, sem o conhecimento técnico para consertá-lo, Phil abandonou a identidade de Duende Verde, atualmente é o novo duende macabro.

## Em outras mídias

### Desenhos Animados
- Em Homem-Aranha: A Série Animada de 1994, Norman se torna o Duende Verde na 3ª temporada do desenho. No entanto em contradição com os quadrinhos, quem surge primeiro é o Duende Macabro. Norman é atingido pelo soro num acidente no laboratório. A fumaça vinda do soro acaba tornando o traje de Duende Macabro verde e roxo (as cores eram azul e amarelo), com isso Norman dá origem a sua personalidade psicótica e se torna o Duende Verde. No desenho, após sua suposta morte, somente seu filho Harry usa o traje de Duende.
- Em Homem Aranha: Ação Sem Limites de 1999, uma contraparte do Duende Verde aparece na Contra-Terra, porém sendo um herói ao invés de um vilão. A princípio teve uma briga com o Homem Aranha pensado que ele fosse o vilão. No final da série é revelado que o Duende Verde na verdade era o desaparecido marido da Dra. Yamada Jones, Hector Jones que fora embora após o nascimento de seu filho.
- Em O Espetacular Homem-Aranha de 2008, o Duende Verde é o vilão principal do desenho e é mais psicótico que nos quadrinhos. Na 1ª temporada Norman é o responsável pela criação de boa parte dos vilões que aparecem mas nada indica que ele seja o Duende Verde, pelo contrário, é mostrado que aparentemente quem era a pessoa por trás da máscara era seu filho Harry Osborn. Na 2ª temporada o Duende retorna e Harry explica a Peter Parker e Gwen Stacy que ele nunca foi o Duende Verde, isso é provado quando no episódio final do desenho, é mostrado que o tempo todo fora Norman. Norman havia armado um plano para que, enquanto ele fosse o Duende Verde, Camaleão se passaria por ele e assim ninguém suspeitaria. E como Harry estava consumindo a "Globolina" (o soro do Duende Verde), Norman se aproveitou disso para que pensassem que fosse Harry. Na batalha final entre ele e o Homem-Aranha, Norman aparentemente morre, mas no final do episódio é mostrado que ele sobreviveu.
- Em Ultimate Homem-Aranha de 2012, Norman apareceu como o antagonista principal da primeira temporada da série e um dos arqui-inimigos do Homem Aranha, trabalhando com o cientista maligno, o Doutor Octopus. Na primeira temporada, é revelado que ele é o cérebro por trás do Doutor Octopus, mostrando que o seu plano, era capturar o Homem Aranha, e descobrir como os poderes dele funcionam, para criar um exercito de aranhas modificados. Nos últimos episódios da temporada "Revelado e A Ascensão do Duende Verde, o Doutor Octopus injetou um soro (com o DNA do Homem Aranha e do Venom) nele, causando a transformação do Duende Verde. Ele retornou na segunda temporada, como um dos dois antagonistas centrais (sendo o outro, Doutor Ock). Onde ele foi curado por um soro criado pelo Doutor Octopus e pelo Homem Aranha, no episódio "Bomba Venom". Depois de ser curado, ele usou toda a sua tecnologia para encontrar o Doutor Octopus, e está, atualmente usando uma armadura idêntica ao do Homem de Ferro, e se autointitulando "Patriota de Ferro". Norman voltou a ser o Duende Verde, após um confronto épico com o Sexteto Sinistro, nos episódios finais "A Volta do Sexteto Sinistro e Ultimate". Após ser derrotado pelo Homem Aranha, o Duende foi levado preso pela S.H.I.E.L.D. Mais tarde, na terceira temporada (Ultimate Homem Aranha:Rede de Guerreiros), foi revelado que Norman contratou o Treinador para juntar uma equipe de super-vilões chamado os Thunderbolts (constituido pelo Abutre, Manto & Adaga) para libertá-lo juntamente com Doutor Ock, Besouro e Escorpião, da prisão de segurança máxima da S.H.I.E.L.D. Mas, seu verdadeiro plano, era roubar a cadeira perigosa (artefato mágico que pode abrir portais dimensionais) para roubar o DNA de outros Homens Aranha de mundos paralelos e criar um soro, para se transformar no Duende Aranha, na saga "O Reverso do Aranha). Após finalmente ser curado e derrotado, o Duende Verde voltou a ser Norman, e passou a se dedicar mais tempo, ao seu filho Harry, e ter a identidade de super-herói de Patriota de Ferro de volta, e se tornando um personagem recorrente na quarta e última temporada (Ultimate Homem Aranha vs. o Sexteto Sinistro) da série.
- Norman apareceu como um dos vilões principais da nova série de 2017, Marvel´s Homem Aranha.

### Filmes

#### Primeira trilogia (2002 - 2007)

Duende Verde no filme do Homem-Aranha

- Em 2002, no filme Homem-Aranha, Norman Osborn é interpretado por Willem Dafoe.[10] No primeiro filme, Norman é retratado como, além de um cientista, um empresário brilhante, um bom homem. Assim como nos quadrinhos, sua relação com Harry (James Franco) é distante e, ao conhecer Peter Parker (Tobey Maguire) vê nele o filho que nunca teve. Norman desenvolve uma fórmula para criar um supersoldado, no entanto a fórmula não é aceita já que além de garantir força e agilidade sobrehumanas, ela garante insanidade. Querendo provar que a fórmula pode dar certo ele a testa em si mesmo, assim o deixando com dupla personalidade o tornando-o Duende Verde. Como Duende Verde, ele usa suas habilidades para matar todos aqueles que o menosprezaram. Seus atos de vingança acabam pondo-o frente a frente com o Homem-Aranha. Mas ao invés de nutrir ódio pelo herói, o Duende vê nele um aliado. Quando Homem-Aranha recusa se aliar a ele, o vilão quer acabar com o herói de todas as maneiras possíveis. Depois de descobrir que Peter e o Homem-Aranha são a mesma pessoa, ele decide atacar Peter ferindo seus entes queridos. Primeiro, ele ataca a tia May e sequestra Mary Jane, levando-a para a Ponte do Queensboro (uma alusão da batalha em que Gwen Stacy morre). Ele faz o Homem-Aranha escolher entre salvar Mary Jane ou salvar um grupo de crianças (que ele sequestrara também). Homem-Aranha consegue salvar ambos, a batalha final se segue em um prédio abandonado. Peter vence a luta depois de levar uma surra do duende, e Norman se revela a Peter como sendo o Duende Verde. Ele pede para que Peter o perdoe e o proteja do Duende, e também ele pede a Peter para que seja como um filho para ele. Peter se recusa dizendo que ele já tinha um pai (seu tio falecido Ben Parker).Então, o Duende encarna em Norman outra vez dizendo  "Vai com Deus, Homem Aranha!" e lança o seu planador na direção de Peter, mas o seu sentido de aranha o avisa e ele se desvia dando um belo pulo, com isso o planador atinge e mata Norman. Quando o Homem-Aranha deixa o corpo de Norman na mansão, Harry vê e pensa que o Homem-Aranha o matou. No funeral de Norman, Harry jura vingar a morte do seu pai.

- Em Homem-Aranha 2, Harry fica cada vez mais obsessivo em querer o Homem-Aranha morto. Ele forma uma aliança temporária com o Doutor Octopus para que ele encontre o Homem-Aranha e o traga vivo até ele, o que leva a ele a descobrir que Peter e Homem-Aranha são a mesma pessoa. Uma visão de Norman, com sua personalidade de Duende Verde, aparece para dentro de um espelho, exigindo vingança. Ao quebrar o espelho, Harry descobre o arsenal que Norman possuía.

- Em Homem-Aranha 3, Harry assume o manto deixado por seu pai e tenta matar Peter. Após eles se enfrentarem, Harry bate a cabeça, sofre uma amnésia e esquece de querer se vingar. No entanto, a visão de Norman com a personalidade do Duende Verde retorna, fazendo Harry recuperar a memória e continuar com a vingança. Após ele e Peter terem se enfrentado, Bernard, o mordomo, revela a Harry como Norman morreu, o que o impulsiona a ajudar Peter a resgatar Mary Jane do Homem-Areia e do Venom. Harry consegue ajudar Peter a salvar Mary Jane, mas é morto por Venom do mesmo modo que o seu pai é morto, com o planador.

#### The Amazing Spider-Man(2012–2014)
- No filme O Espetacular Homem-Aranha (2012), Norman Osborn não aparece diretamente, mas tem um representante na empresa chamado de Dr. Ratha (Irrfan Khan) que força o Dr. Curt Connors (Rhys Ifans) a trabalhar em uma cura para a doença de Norman (que já está em fase terminal) e isso acaba por influenciar o doutor na sua transformação em seu alter-ego, o Lagarto.

- No filme O Espetacular Homem-Aranha 2, Norman aparece, interpretado por Chris Cooper, onde em seu leito de morte revela ao filho Harry que a doença que o está matando é hereditária, e que Harry está na idade do aparecimento dos primeiros sintomas. Norman dá a Harry um pequeno dispositivo que ele afirma conter o trabalho de sua vida. No dia seguinte, Norman morre e Harry é nomeado o novo CEO da OsCorp. Harry usa o dispositivo do pai e deduz que o sangue do Homem-Aranha poderia ajudar a salvá-lo. Ele pede a Peter, que sabe que vende fotos do Homem-Aranha para o Clarim Diário, para ajudar a encontrar o herói. Peter se recusa, pois teme os efeitos que a transfusão teria. Eventualmente Harry descobre equipamentos criados por Norman e o veneno das aranhas agora destruídas que deram os poderes a Peter. Harry usa o soro, e em vez de curá-lo, eles o transformam em uma criatura hedionda com aspecto de duende.

### Universo Cinematográfico Marvel (2021)
- No filme Spider-Man: No Way Home, do Universo Cinematográfico Marvel, Willem Dafoe volta a interpretar o Duende Verde sendo com isso o principal antagonista do filme.[11]